# Draża Wyłczewa
Draża Dełewa Wyłczewa (bułg. Дража Делева Вълчева; ur. 10 października 1930 we wsi Gorna Mahala, obwód Płowdiw, zm. 26 maja 2016 w Sofii) – bułgarska polityk komunistyczna, działaczka Bułgarskiej Partii Komunistycznej, wicepremier (1979–1981), minister oświaty (1977–1979), deputowana do Zgromadzenia Ludowego 5. (1966–1971), 6. (1971–1976), 7. (1976–1981), 8. (1981–1986) i 9. (1986–1990) kadencji.

## Życiorys
W czasie nauki szkole związała się z organizacją młodzieży komunistycznej, w 1944 została członkinią Związku Młodzieży Robotniczej. W 1952 ukończyła studia w Wyższym Instytucie Pedagogicznym w Sofii, a następnie pracowała w komitecie okręgowym organizacji młodzieżowej w Płowdiwie. W 1968 ukończyła studia na wydziale filozoficznym Uniwersytetu Sofijskiego.
W 1954 wstąpiła do Bułgarskiej Partii Komunistycznej i podjęła pracę w komitecie okręgowym partii w Karłowie. W latach 1958–1961 pełniła funkcję zastępczyni dyrektora szkoły. W 1961 objęła stanowisko sekretarza komitetu miejskiego BPK w Karłowie. W 1966 po raz pierwszy uzyskała mandat deputowanej do Zgromadzenia Ludowego, a także objęła funkcję członkini Komitet Centralnego partii. Od 1977 zasiadała w Radzie Państwa. W 1977 objęła stanowisko ministra edukacji, a w 1979 wicepremiera w rządzie Stanko Todorowa. Zasiadała we władzach Bułgarskiego Ruchu Kobiet. 
Po upadku komunizmu była członkinią Bułgarskiej Partii Socjalistycznej, z której została usunięta 2 listopada 1990. Dwukrotnie odznaczona Orderem Georgi Dimitrowa.
Była mężatką (mąż Stefan), miała dwoje dzieci (córkę i syna). Zmarła w 2016 w Sofii, wkrótce po aresztowaniu jej syna, oskarżanego o zabójstwo.